# ديفيد ستيوارت روز
ديفيد ستيوارت روز (بالإنجليزية: David Stuart Rose)‏ هو محامي وقاضي وسياسي أمريكي، ولد في 30 يونيو 1856، وتوفي في 8 أغسطس 1932. حزبياً، نشط في Democratic Party of Wisconsin ‏.